# Пеночка-таловка
Пеночка-таловка (лат. Phylloscopus borealis) — птица из рода пеночки. Традиционно в состав вида пеночка-таловка включается Камчатская пеночка (Phylloscopus examinandus), гнездящаяся на Хоккайдо, Сахалине, Камчатке и Курильских островах, однако последние научные исследования показали, что это два разных вида. Пеночки-таловки зимуют в юго-западной Азии, поэтому птица считается самой дальномигрирующей из славковых птиц Старого Света.
Насекомоядна.
Гнездится на земле.
Окрас пеночки похож на окрас остальных представителей рода. Серо-зеленый верх тела и светлый низ. Отличные признаки — сильно выступающие первостепенные маховые и светлая полоса на крыле. Длина тела составляет 11,5—13,0 см.
Мировая популяция оценивается в 30 000 000 особей (вместе с камчатской пеночкой). Российская гнездовая популяция составляет 5—24 % от общемировой.
Ареал птицы занимает следующие государства:
Россия, Бруней, Китай, КНДР, Латвия, Республика Корея, Мексика, Монголия, страны Скандинавского полуострова, Средней Азии и Южной Азии. Известны залеты в Австралию, Великобританию, Саудовскую Аравию.